# Nightwork (gruppo musicale)
I Nightwork sono un gruppo musicale ceco nato a Praga nel 2006.

## Discografia

### Album in studio
- 2007 – Respectmaja
- 2010 – Tepláky aneb kroky Františka Soukupa

### Raccolte
- 2006 – Prachy dělaj člověka
- 2006 – Experti
- 2006 – Panic je nanic
- 2008 – Respectmaja reedition
- 2012 – Signál / OST

### DVD
- 2011 – Nightwork Live